# TVP Kielce
TVP Kielce ist die regionale Niederlassung der Telewizja Polska für die Woiwodschaft Heiligkreuz, die an alle Programmen der TVP regionale Beiträge liefert. Sie hat ihren Sitz Kielce im Kulturzentrum in Kielce.

## FensterprogrammTVP3 Kielce
TVP3 Kielce ist das regionale Fensterprogramm, das auf TVP3 ausgestrahlt wird. Bis zum 31. August 2013 wurden die Regionalfenster der 16 regionalen Sender auf TVP Info ausgestrahlt. Seit dem 1. September werden diese 18 Stunden lang auf dem Sender TVP3 ausgestrahlt.
Über aktuelle Ereignisse in der Region berichtet die Hauptnachrichtensendung Informacje (dt. Informationen).

Logo bis zum 31. August 2013
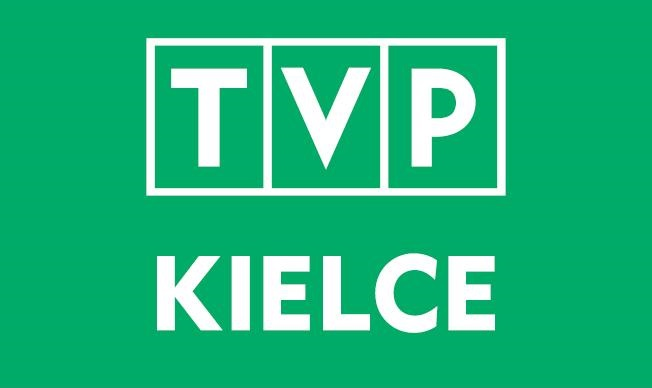
Logo bis zum 1. September 2013
Aktuelles Logo seit 2016

## Weblink
- Offizielle Seite (polnisch)